# Daffy Duck in Hollywood (videojuego)
Daffy Duck in Hollywood es un videojuego de plataformas desarrollado por Probe Entertainment y publicado por Sega. Apareció para Sega Master System en junio de 1993, en Europa y Brasil; para Sega Genesis en 1994, en territorios PAL, y para Game Gear en diciembre de 1995 en Europa y Australia.
- Datos: Q3011826